# Joan Viudes Sánchez
Joan Viudes Sánchez, més conegut com a Joan Viudes (Barcelona, 19 de gener de 1967) és un atleta i corredor de fons i mig fons català.
Membre del FC Barcelona, amb 18 anys, el 1965 fou el segón classificat en la Cursa Jean Bouin de Barcelona. Anteriorment, en 1983 quedà classificat en onzè lloc i el 1984 3r. El 1989 fou el campió de la 'Milla Urbana Isla de Ibiza'. El 1992, després de guanyar-la el 1988, 1989 i 1990, aconseguí el rècord de 4 victòries en la Cursa d'El Corte Inglés, rècord que conservà fins que el 2011 l'atleta marroquí Mohamed Benhmbarka l'igualà i el 2013 el superà amb la seva cinquena, i el 2015 amb la sisena. En la Cursa de la Mercè de 1992, amb un temps de 30:45, aconseguí el seu quart trionf en aquesta mítica cursa barcelonina, un èxit de victòries que compartí en aquesta edició amb la també atleta barcelonina Núria Pastor Amorós. Viudes ha estat també campió de Catalunya de 1.500 metres.